# Zvezdopad
Zvezdopad (Звездопад) és una pel·lícula soviètica del 1981 dirigida per Ígor Talankin i basada en tres narracions de Víktor Astàfiev.

## Sinopsi
La història se centra en un jove soldat que és ferit i portat a l'hospital. Allà reflexiona sobre la seva infantesa i sobre una nena que havia estimat, algú que hauria pogut créixer fàcilment i convertir-se en la infermera que l'atén ara. Mentre es recupera, ell i la infermera s'enamoren i vol casar-se amb ella. En aquest punt, la mare de la infermera ve de visita i l'aconsella contra aquesta acció, perquè si es casessin i fos mort o mutilat en acció (els combats encara són a prop de l'hospital), la infermera patiria molt més que si només la deixava sola. Ara correspon al soldat prendre una decisió.

## Repartiment
- Alla Demidova
- Piotr Fiódorov com a Mixa Ierofeev
- Daria Mikhaïlova com a Lida
- Maksim Prizov com a Mixka
- Nadejda Botxkova
- Piotr Iurtxenkov
- Vera Glagoleva
- Olga Anokhina
- Aleksandr Bespali
- Serguei Desnitski[5]

## Reconeixements
Va participar en les seccions oficials del Festival Internacional de Cinema de Sant Sebastià 1981 i de la 38a Mostra Internacional de Cinema de Venècia, on va rebre una menció especial per la fotografia de Guiorgui Rerberg.